# Aartsbisdom Korhogo
Het aartsbisdom Korhogo (Latijn: Archidioecesis Korhogoensis) is een rooms-katholiek aartsbisdom met als zetel Korhogo in het noorden van Ivoorkust. De kathedraal van Korhogo is gewijd aan Johannes de Doper. 
Korhogo heeft twee suffragane bisdommen:
- Katiola
- Odienné

In 2019 telde het aartsbisdom 27 parochies. Het heeft een oppervlakte van 13.643 km² en telde in 2019 1.144.000 inwoners waarvan 24,3% rooms-katholiek was. 

## Geschiedenis
In 1904 werd de eerste missiepost in het noorden van het land opgericht in Korhogo door paters van de Sociëteit voor Afrikaanse Missiën. In 1911 werd de apostolische prefectuur Korhogo opgericht, die toen het gehele noorden van het huidige Ivoorkust omvatte. In 1952 werd dit het apostolisch vicariaat Katiola omdat zich hier de meeste dopelingen van het gebied bevonden. In 1955 werd Katiola verheven tot een bisdom. Het aartsbisdom is ontstaan uit het bisdom Korhogo, opgericht in 1971 als suffragaan bisdom van Abidjan. In 1994 werd Korhogo verheven tot aartsbisdom. 

## (Aarts)bisschoppen
- Auguste Nobou (1971-2003)
- Marie-Daniel Dadiet (2004-2017)
- Ignace Bessi Dogbo (2021-2024)
- vacant (sinds 20 mei 2024)